# Бакунин, Николай Александрович
Никола́й Алекса́ндрович Баку́нин (21 сентября [3 октября] 1828, ус. Райково, Костромская губерния — 11 [23] июня 1893, Москва) — действительный статский советник, камергер из рода Бакуниных. Сын тверского губернатора А. П. Бакунина, лицейского друга А.С.Пушкина, и его супруги — Анны Борисовны (1802—1835).
В 1860 году основал стекольный завод в имении Покровском (ныне п. Сазоново Чагодощенского района Вологодской области).

## Биография
Родился 21 сентября (3 октября) 1828 год в усадьбе Райково Жирятинской волости Кинешемского уезда Костромской губернии (ныне урочище на территории Вичугского района Ивановской области), крещён в Троицкой церкви села Жирятино. До шестилетнего возраста Николай жил в усадьбе Райково, в этот период запечатлён в 1831 году на акварели Николая Ивановича Жерена «Имение Райково. Интерьер дома Бакуниных» и на портрете 1832 года работы Якова Стрешнева, крепостного художника Бакуниных. После смерти матери в начале 1835 года семья переехала в Москву.
Получил домашнее образование, знал три языка. С 1846 года служил в лейб-гвардии Семёновском полку. «За отлично усердную и ревностную службу» в 1856 году награждён орденом Святой Анны 3-й степени. В отставку ушёл в 1858 году в чине гвардии капитана; впоследствии Бакунин — камер-юнкер (1875), действительный статский советник, камергер (1886).
Умер 11 (23) июня 1893 год, похоронен в некрополе Новодевичьего монастыря в Москве.

## Бакунинский стекольный завод
Имение Покровское в Вологодской губернии принадлежало отцу Бакунина, а он передал его сыну. В Покровском до отмены крепостного права значилось 460 душ.
Бакунинский стеклозавод (позднее стал именоваться Покровским) был основан 14 августа 1860 года на левом берегу реки Песь. Место для его постройки было выбрано потому, что здесь находились достаточные запасы стекольного песка, а реки Песь и Ратца стали удобным способом транспортировки готовой продукции.
Около завода было построено 15 домиков для мастеров. Имелась начальная школа и заводская лавка. Первоначально на заводе вырабатывали винные бутылки, позднее — молочные крынки, химические бутыли, баллоны, изоляторы и оконное стекло. В 1880-е годы на нём работало более 400 человек.
Стекольный завод существует до настоящего времени, современное название — филиал ООО «Русджам Стеклотара Холдинг»: в 2004 г. его купила турецкая фирма «Шишеджам», мировой производитель стеклотары, ранее название ОАО "Русджам-Покровский". На заводе работает крупнейшая в России стекловаренная печь.

## О семье Бакунина
12 (24) ноября 1861 года Николай Александрович женился на Антонине Николаевне Муравьевой-Карской (1835—после 1895), дочери генерал-адъютанта и генерала от инфантерии Н.Н. Муравьёва-Карсского.
Их дети:
- Александр (ум. в раннем детстве)
- Николай (1866—1894)
- Софья (1868—1943), в замуж. Тургенева, затем — Кампиони.  Ее дочери: Наталья Тургенева-Поццо (1888—1942); Ася Тургенева (1890—1966), художница и скульптор, первая жена Андрея Белого; Татьяна Тургенева (1896—1966), жена С. М. Соловьёва; Варвара Владимировна Кампиони (1906—1988), ее муж — хирург Леон Цёге фон Мантейфель[2].
- Анна (1870—1918). Ее муж — Константин Константинович Кампиони (1871—1934), брат второго мужа ее старшей сестры Софьи.
- Михаил (1873—1933). В эмиграции во Франции. Семья осталась в Советской России. Жена — Варвара Николаевна, урожд. Арсентьева (1870—1943), внучатая племянница вице-адмирала В.И.Зарудного (внучка его сестры Александры)[3]. Дочь — Гали Михайловна Бакунина (1898—1965)[4], сын Александр.

Его сестры:
- Татьяна Александровна Бакунина (1827—1900), с 1849 года — фрейлина императорского двора.
- Екатерина Александровна Бакунина (1833—1911), пианистка.